# James DeMonaco
James DeMonaco est un réalisateur, scénariste et producteur américain né en 1969 à New York (quartier de Brooklyn).

## Filmographie

### Réalisateur
- 2009 : Little New York (Staten Island)
- 2013 : American Nightmare (The Purge)
- 2014 : American Nightmare 2: Anarchy (The Purge: Anarchy)
- 2016 : American Nightmare 3 : Élections (The Purge: Election Year)
- 2021 : This Is the Night

### Scénariste
- 1994 : Red (court-métrage) de Gary Nadeau
- 1996 : Jack de Francis Ford Coppola
- 1998 : Négociateur (The Negociator) de F. Gary Gray
- 2005 : Hate (TV)
- 2005 : Assaut sur le central 13 (Assault on Precinct 13) de Jean-François Richet
- 2006 : Skinwalkers de James Isaac
- 2005 : Kill Point : Dans la ligne de mire (The Kill Point) (série télévisée) - saison 1, épisodes 1,2, 4, 5, 6 et 8
- 2009 : Little New York (Staten Island) de lui-même
- 2013 : American Nightmare (The Purge)   de lui-même
- 2014 : American Nightmare 2: Anarchy (The Purge: Anarchy) de lui-même
- 2016 : American Nightmare 3 : Élections (The Purge: Election Year)de lui-même
- 2018 : American Nightmare 4 : Les Origines (The First Purge) de Gerard McMurray
- 2021 : American Nightmare 5 : Sans Limites (The Forever Purge) d'Everardo Gout
- 2021 : This Is the Night de lui-même

### Producteur
- 1999 : Ryan Caulfield (série télévisée)
- 2005 : Hate (TV)
- 2005 : Kill Point : Dans la ligne de mire (The Kill Point) (série télévisée) - Saison 1, 2 épisodes
- 2018 : The Purge (série télévisée) - également créateur
- 2021 : American Nightmare 5 : Sans Limites (The Forever Purge) d'Everardo Gout